# Œdicnème du Pérou
Burhinus superciliaris
Espèce
Statut de conservation UICN

 LC  : Préoccupation mineure
L'Œdicnème du Pérou (Burhinus superciliaris) est une espèce d'oiseaux limicoles de la famille des Burhinidae.
Cet oiseau fréquente la région du littoral péruvien et du sud de l'Équateur.
On peut l'apercevoir en particulier à la tombée de la nuit, il se déplace vivement avec ces longues pattes à la manière d'une autruche et émet un son répétitif en vol, aigu comme celui d'une trompette.